# Milan Aleksić (football)
Pour les articles homonymes, voir Aleksić.
Milan Aleksić, né le 30 août 2005 à Kragujevac en Serbie, est un footballeur serbe. Il évolue au poste de milieu central au Sunderland AFC.

## Biographie

### En club
Né à Kragujevac Serbie, Milan Aleksić est formé par le FK Čukarički puis par le FK Partizan Belgrade. Il ne joue toutefois aucun match pour ces deux équipes et rejoint le FK Radnički 1923 en 2023.
Il joue son premier match en professionnel avec ce club, le 20 octobre 2023, lors d'une rencontre de championnat contre le FK Napredak Kruševac. Il entre en jeu et délivre une passe décisive pour Stefan Čolović (en), participant ainsi à la victoire de son équipe s'impose par trois buts à un. C'est contre cette même équipe qu'il marque son premier but en professionnel, le 30 mars 2024, en championnat. Titulaire, il participe à la victoire de son équipe en délivrant une passe décisive en plus de son but, et contribue à la victoire des siens (3-1 score final).
Le 30 août 2024, Milan Aleksić rejoint l'Angleterre afin de s'engager en faveur du Sunderland AFC. Il signe un contrat de quatre ans, soit jusqu'en juin 2028.

### En sélection
Milan Aleksić est convoqué pour la première fois avec l'équipe nationale de Serbie en mars 2024 par le sélectionneur Dragan Stojković.